# Olearia odorata
Olearia odorata (Engels: scented tree daisy) is een plantensoort uit de composietenfamilie (Asteraceae). Het is een ruige struik met veel rechtopstaande roodachtige twijgen. De struik heeft bleke smalle ovale bladeren die wit zijn aan de onderkant. De geurige witkleurige bloemen zijn klein en groeien in trossen, waaruit zich een pluizig zaad ontwikkeld.
De soort komt voor in Nieuw-Zeeland, waar hij aangetroffen wordt op het Zuidereiland. Hij groeit daar in open gebieden ten oosten van de Nieuw-Zeelandse Alpen, vooral in het merengebied van Otago.